# Onitis spinicrus
Onitis spinicrus là một loài bọ cánh cứng trong họ Bọ hung (Scarabaeidae).